# Газовая камера

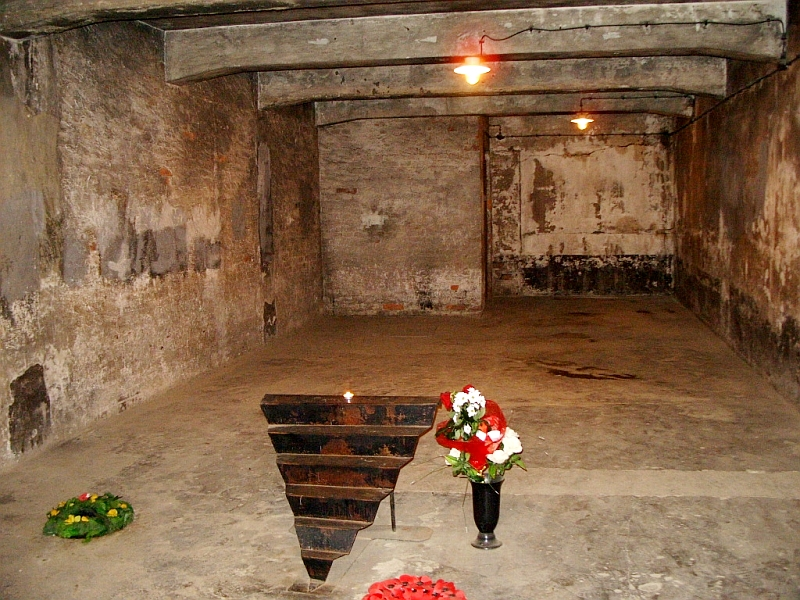
Газовая камера в Освенциме

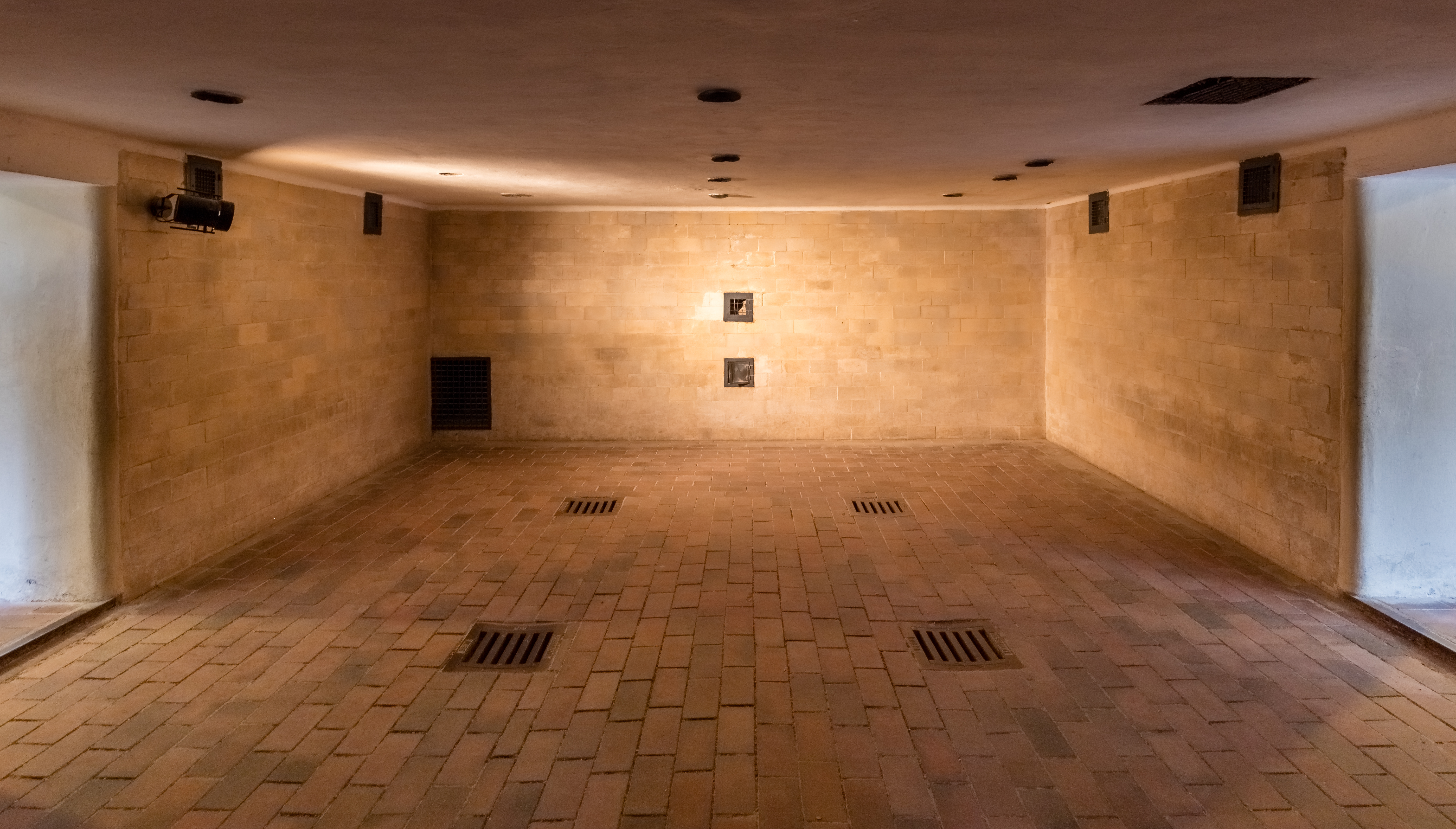
Газовая камера в Дахау

Га́зовая ка́мера — помещение, предназначенное для умерщвления людей путём отравления ядовитым или удушающим газом.

## Изобретение
В Неваде доктор Аллен Мак-Лин Гамильтон, токсиколог, разработал и предложил новый метод казни — смертельный газ. В 1921 г. летальный газ стал официальным инструментом смертной казни в штате Невада. 27 августа того же года было совершено преступление, которое три года спустя привело в газовую камеру свою первую жертву. В тот год разгорелась усобица между двумя соперничавшими китайскими бандитскими группировками. Её жертвой стал пожилой китайский бандит Том Куонг Ки, а его убийцу звали Джи Джон. 7 февраля 1924 г., за день до казни Джи Джона, газовую камеру испытали ещё раз, поместив в неё двух кошек. Обе кошки погибли через несколько секунд после приведения системы в действие. На следующее утро своё место в газовой камере занял уже Джи Джон. Его привязали ремнями к стулу и привели систему в действие. В те дни ещё не была отработана методика точного установления факта смерти, поэтому химическая реакция продолжалась 6 минут. В первые секунды Джи Джон отчаянно боролся со смертью, но его тело тут же обмякло. Для верности его труп находился в камере ещё полчаса, пока вентилятор выгонял из неё ядовитый газ. Когда его вынули из кресла, Джи Джон был мёртв.
В 1923 году тюремный стоматолог по фамилии Тернер предложил впускать отравляющий газ непосредственно в камеру смертников, когда смертники будут спать (Тернер полагал, что если пустить отравляющие вещества в камеру смертников во время сна, то они умрут, ничего не почувствовав), но после неудачного эксперимента, вследствие которого получили смертельное отравление двое надзирателей, решено было сконструировать отдельную пристройку в тюремном дворе.
Первое испытание было проведено в том же году и сразу было выявлено несколько недостатков:
1. Смерть приговорённого происходила ещё мучительнее, чем при расстреле.
2. Саму газовую камеру в целях безопасности пришлось вынести отдельным строением во двор, а палачей необходимо было снабдить противогазами.

## Применение
В нацистской Германии газовые камеры, в том числе и передвижные, были впервые использованы в рамках программы Т-4 (ещё до применения в концентрационных лагерях). Первая газовая камера была испробована в центре смерти в Хадамаре (земля Гессен) в конце 1939 года. Газовые камеры широко использовались в нацистской Германии как средство убийства в лагерях смерти. Это подтверждается многочисленными свидетельскими показаниями, а также документами, предоставленными на Нюрнбергском процессе. В газовых камерах Освенцима и Майданека для массовых убийств применялся Циклон Б, а в Треблинке и некоторых других лагерях смерти для массовых убийств использовались помещения, в которые закачивались выхлопные газы дизельных двигателей. Известны случаи использования газвагенов — автомобилей, оборудованных герметичным кузовом, в который подавались выхлопные газы двигателя внутреннего сгорания автомобиля.

В июне 1941 года я получил приказ установить в Аушвице [Освенциме] оборудование для истребления евреев. Когда я оборудовал здание для истребления в Аушвице, то приспособил его для использования газа циклон Б, который представлял собой кристаллическую синильную кислоту. Другим усовершенствованием, сделанным нами, было строительство газовых камер с разовой пропускной способностью в 2 тысячи человек, в то время как в десяти газовых камерах Треблинки можно было истреблять за один раз только по 200 человек в каждой.
— Рудольф Хёсс, показания на Нюрнбергском процессе.
С 1920 по 1999 годы газовые камеры применялись также в Соединённых Штатах Америки для исполнения смертной казни. Первый случай использования газовой камеры в XXI веке произошёл 25 января 2024 года в Алабаме, где был казнён Кеннет Смит. В настоящее время законодательства трёх штатов (в Калифорнии применение газовой камеры запрещено в 1996 году, однако газовая камера упоминается в уголовном кодексе) допускают использование газовой камеры:

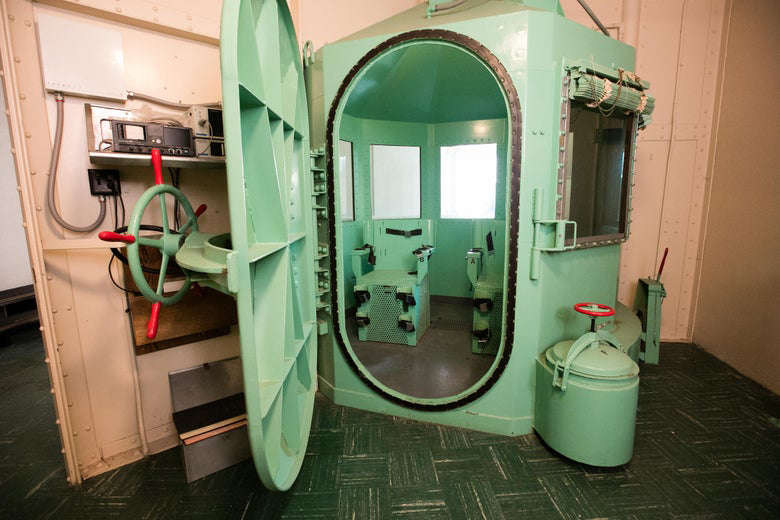
Газовая камера в тюрьме Сан-Квентин, США

| Штат       | Порядок применения                                                    | Примечания                                                                        |
| ---------- | --------------------------------------------------------------------- | --------------------------------------------------------------------------------- |
| Аризона    |                                                                       | Только если приговор был вынесен до 15 ноября 1992 года                           |
| Вайоминг   | Если смертельная инъекция будет признана неконституционной            | —                                                                                 |
| Калифорния | По просьбе осуждённого, по умолчанию применяется смертельная инъекция | Верховный суд Калифорнии признал газовую камеру «жестоким и необычным наказанием» |
| Миссури    | По выбору наряду со смертельной инъекцией                             | Закон не поясняет, кто делает выбор — осуждённый или судебные органы              |

Данный метод неоднократно подвергался критике как довольно мучительный; смерть нередко наступала далеко не сразу. Так, при казни убийцы двух человек Дональда Хардинга в Аризоне 6 апреля 1992 года смерть наступила лишь через 11 минут; присутствовавшего при казни прокурора штата стошнило. Для ускорения наступления смерти осуждённым обычно советовали глубоко дышать, то есть принимать активное участие в собственной казни, что также считается неэтичным. Всё это привело к тому, что в настоящее время газовая камера в США уже довольно давно не применялась, и в обозримом будущем её использование на практике маловероятно.
В 2018 году законодатели штата Алабама одобрили новый вид казни с применением чистого азота. Данный вид казни будут применять при невозможности использования инъекции или признания её неконституционной.

## Газы, применяемые в газовой камере

### Германия
В нацистской Германии в лагерях смерти газовые камеры использовались для массового уничтожения заключённых Циклоном Б. Это вещество, содержащее синильную кислоту, засыпалось в специальную установку с вентилятором и электронагревателем (по принципу работы похожа на фен), подающую отравленный воздух в герметичную камеру. Помимо этого, использовалось удушение выхлопными газами от танковых двигателей, как в лагерях смерти Треблинка и Собибор, также камеры такого типа использовались при акции Т4 по истреблению инвалидов и психически больных. Кроме стационарных газовых камер использовались также газвагены — передвижные модели на автомобильной базе, где отравление производилось с помощью угарного газа из выхлопной трубы в герметичном кузове.

### США
В США для смертной казни применяется синильная кислота, приготовляемая на месте растворением цианидов в серной кислоте.
В 1995 году Стюарт А. Крек (англ. Stuart A. Creque) предложил использовать для казни в газовой камере чистый азот, которым заменяется обычный воздух. Замена кислорода во вдыхаемом человеком воздухе инертными газами приводит к потере сознания через несколько секунд и к смерти через несколько минут. Этот метод казни рассматривается как более гуманный, чем отравление токсичным веществом.
К 2018 году применение азота для смертной казни было одобрено в Оклахоме, Миссисипи и Алабаме.
25 января 2024 года в штате Алабама был казнён Кеннет Смит, приговорённый к смерти в 1988 году за убийство женщины. Его случай стал резонансным, так как первая попытка казни смертельной инъекцией в 2022 году не состоялась.

## Применение в наполеоновской Франции
Французский историк Клод Рибба в своем исследовании «Преступления Наполеона» приходит к выводу, что именно Наполеон при подавлении восстания чёрных рабов на Сан-Доминго первым в истории ввёл в обиход газовые камеры. Наполеон направил в Вест-Индию 10-тысячный корпус под командованием мужа своей сестры генерала Леклерка. Из вулканов на острове добывалась сера, и затем она сжигалась, чтобы получить ядовитую двуокись серы, которой травили гаитян в трюмах кораблей.

## Эвтаназия
В научных лабораториях, работающих с животными, такими как кролики, мыши, крысы, — часто используется газовая камера размером в 0,5 м в каждом измерении. В неё помещают лабораторных животных вместе с клеткой, далее в камеру впускают азот или углекислый газ.
Ещё одну газовую камеру, которая наполняется чистым азотом, вызывая удушье, придумали уже в XXI веке для эвтаназии. Авторами проекта являются политик из Австралии Филип Ничке, само же приспособление спроектировано и создано инженером из Нидерландов по фамилии Баннинк на 3D-принтере, сам проект выложен в интернет в свободный доступ, как выражаются сами создатели — для возможности производства в любой точке мира. Изделие получила название «Sarco», вероятно происходящее от слова «Саркофаг». Проект был представлен в виде макета на одной из похоронных выставок в Нидерландах, но даже там не получил одобрения на эксплуатацию со стороны соответствующих чиновников и вызвал шквал критики в свой адрес. Сейчас это приспособление проходит сертификацию в Швейцарии.